# Pareuxoa hypothetica
Pareuxoa hypothetica är en fjärilsart som beskrevs av Köhler 1961. Pareuxoa hypothetica ingår i släktet Pareuxoa och familjen nattflyn. Inga underarter finns listade i Catalogue of Life.